# Brachypterus velatus
Brachypterus velatus is een keversoort uit de familie bastaardglanskevers (Kateretidae). De wetenschappelijke naam van de soort werd in 1863 gepubliceerd door Thomas Vernon Wollaston.